# Alloglossidium corti
Alloglossidium corti är en plattmaskart. Alloglossidium corti ingår i släktet Alloglossidium och familjen Macroderoididae. Inga underarter finns listade i Catalogue of Life.